# Urgleptes duffyi
Urgleptes duffyi es una especie de escarabajo longicornio del género Urgleptes, tribu Acanthocinini, subfamilia Lamiinae. Fue descrita científicamente por Gilmour en 1961.

## Descripción
Mide 3,6 milímetros de longitud.

## Distribución
Se distribuye por México.